# Мол
Вижте пояснителната страница за други значения на Мол.
Мол (означение mol, от латински: moles – количество, маса, изброимо множество) е единица за измерване на количество вещество в Международната система от единици (SI), една от седемте основни единици на SI.
Стойността на един мол е определена на 6,022 140 76 × 1023 структурни единици (атоми, молекули, йони, електрони или всеки други частици или определени групи от частици).
Молът е приет като основна единица на SI от XIV Генерална конференция по мерки и теглилки (CGPM) през 1971 г.

## Старо определение
Предишното определение за мол се формулираше така:
1 mol е количеството вещество в система, съдържаща толкова структурни единици (елементи), колкото атома се съдържат в 0,012 kg (12 g) въглерод-12 (12С).
За да се използва мярката мол трябва да са определени структурните елементи, като те могат да са атоми, молекули, йони, електрони и други частици или специфицирани групи частици. От определението за мол непосредствено следва, че моларна маса на въглерод-12 е равна на 12 g/mol.
Количеството определени структурни елементи в един мол вещество е постоянна величина и се нарича число на Авогадро (константа на Авогадро), означавана обикновено като NA. Така във въглерод-12 с маса 0,012 kg се съдържат NA атома. Стойността на константата на Авогадро, препоръчана от Комитета по данни за науката и техниката (CODATA) през 2014 г. е равна на 6,022140857(74)×1023 mol−1. Оттук следва, че 1 атом въглерод-12 има маса 0,012/NA kg = 12/NA g. 1/12 от масата на атома на въглерод-12 се нарича атомна единица за маса (означение u), и, следователно, 1 u = 0,001/NA kg = 1/NA g. По този начин масата на един мол вещество (моларната маса) е равна на масата на една частица от веществото, атом или молекула, изразена в u и умножена на NA.
Например масата на 1 mol литий, имащ атомарна кристална решетка, ще е равна на

7 u х NA = 7 х 1/NA g х NA mol−1= 7 g/mol,

а масата на 1 mol кислород, състоящ се от двуатомни молекули, е

2 х 16 u х NA = 2 х 16 х 1/NA g х NA mol−1 = 32 g/mol.

Тоест от определението за атомната единица за маса следва, че моларната маса на дадено вещество, изразена в грамове на мол, числено е равна на масата на най-малката частица (атом или молекула) на това вещество, изразена в атомни единици за маса.
При нормални условия обемът на един мол идеален газ възлиза на 22,413 996(39) l. Следователно един мол кислород заема обем 22,413 996(39) l (за прости пресмятания – 22,4 l) и има маса 32 g.

## Извършеното преопределяне
На състоялата се през 2014 г. XXV CGPM е взето решение да продължи работата по подготовка на новата ревизия на SI, която включва предефиниране на единицата мол, като набелязва да завърши тази задача към 2018 г., за да може да се замени съществуващата SI с обновен вариант на XXVI CGPM през същата година.
По мнение на BIPM, новото определение за мол го направи независещо от определението за килограм, а също подчерта разликата между физичните величини количество вещество и маса.
На 16 ноември 2018 г., след среща на учени от над 60 страни в рамките на CGPM във Версай, Франция, всички основни единици от SI са определени чрез физични константи. Това означава, че всяка единица от SI, включително молът, няма да се определят чрез каквито и да са физични обекти, а чрез физични константи, които са точни по природа. Тези изменения официално влизат в сила на 20 май 2019 г. Определението за мол, преведено на български, гласи:
Един мол съдържа точно 6,022 140 76×1023 структурни единици. Това число е фиксираната числена стойност на константата на Авогадро NA, изразена в единицата mol-1, и се нарича „число на Авогадро“.

## Кратни и дробни единици
Десетичните кратни и дробни единици се образуват с помощта на стандартните представки SI. Трябва да се отбележи, че единицата за измерване йоктомол (ymol) може да се използва само формално, тъй като толкова малки количества вещество трябва да се измерват с отделни частици (1 ymol формално е равен на 0,602 частици).

## Празник „Ден на мола“
Ден на мола е неофициален празник, отбелязван от химиците в Северна Америка 23 октомври между 6:02 сутринта и 6:02 вечерта (6:02 10/23, изразено в американска нотация на времето и датата). Тези време и дата са избрани в съответствие с числената стойност на константата на Авогадро, приблизително равна на 6,02×1023 mol−1. Празникът също се отбелязва и от много училища в САЩ и Канада.

## Величини, изразявани чрез количество на веществото
- Атомна единица за маса
- Моларна маса
- Моларен обем
- Енергия на свързване (J/mol)
- Константа на Фарадей/Фарадей (единица)
- Айнщайн (единица)
- Еквивалент
- Универсална газова константа
- Константа на Болцман
- Моларна част